# Maria Aleksejevna av Ryssland
Maria Aleksejevna av Ryssland född 1660, död 1723, var en rysk storfurstinna, dotter till tsar Aleksej Michajlovitj och Maria Miloslavskaja och halvsyster till tsar Peter den store. 
Maria Aleksejevna deltog inte i de politiska intrigerna i Kreml, men hennes öppna sympati för Sofia Aleksejevna, Jevdokija Lopuchina och Aleksej Petrovitj ansträngde hennes relation till Peter. Hon upprätthöll kontakten med Jevdokija Lopuchina sedan denna hade spärrats in i kloster av Peter, och vidarebefordrade brev och pengar mellan henne och sonen tillika tronföljaren Aleksej. 
Då Aleksej Petrovitj lämnade Ryssland och flydde utomlands träffade han Maria på vägen, och hon åtog sig att föra ett brev från honom till hans mor. Vid Aleksejs fall 1718 blev Maria arresterad för medhjälp till hans flykt. Hon satt i först fängelse och sedan husarrest i Sankt Petersburg innan hon frigavs 1721.  